# Société des mines d'Albi
 (février 2016).
La Société des Mines d'Albi, SMA, au capital de 3 000 000 F, a succédé en février 1890 à la Société Minière du Tarn, SMT dissoute le 21 janvier 1890. 
C'est la Société Minière du Tarn qui est à l'origine de la découverte et des travaux d'établissement du premier puits d'exploitation et des premières infrastructures souterraines. La production de houille qui a commencé au printemps de 1889 est alors très faible, moins de 3 000 tonnes. Lors de l'inventaire des biens transmis par l'ancienne SMT, il est noté la présence d'un simple édifice en bois à côté du premier puits de recherche appelé puits no 1, aujourd'hui comblé et visible dans les premiers mètres de galerie lors de la visite du musée de la mine départemental de Cagnac-les-Mines.
Les deux ingénieurs des mines, Emile Grand (1844-1926) et Gustave Petitjean épaulés par le conseil d'administration de la Société Nouvelle des Houillères et Fonderies de l'Aveyron, la S.N.H.F.A. (Decazeville) ont créé et développé l'exploitation du charbon à Cagnac devenue Cagnac-les-Mines le 17 février 1931.
La SMA une société d'exploitation de gisement de houille (concession d'Albi) qui est le prolongement sud du gisement du bassin houiller de Carmaux.
Ce bassin houiller renferme un charbon gras, à longue flamme (30 à 32 % de matières volatiles) propre à la maréchalerie, aux usines à gaz et à la distillation qui produit un coke très résistant. Malheureusement pour cette partie sud du gisement, la houille extraite de la deuxième couche principale de 12 m d'épaisseur.

## Description des installations minières

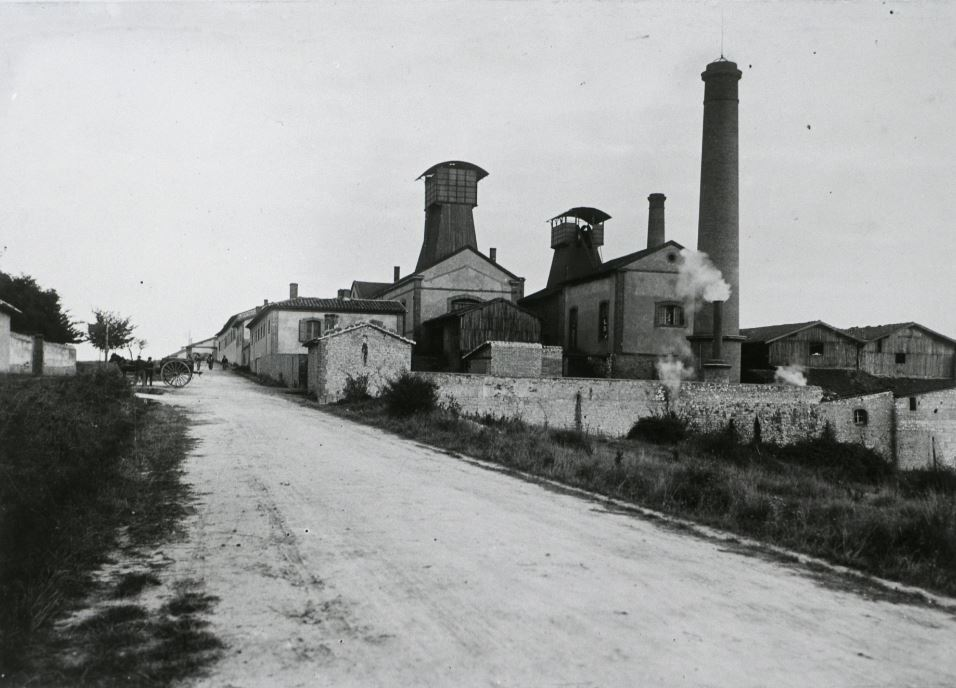
Les deux premiers puits de mine de Campgrand, commune de Cagnac-les-Mines.

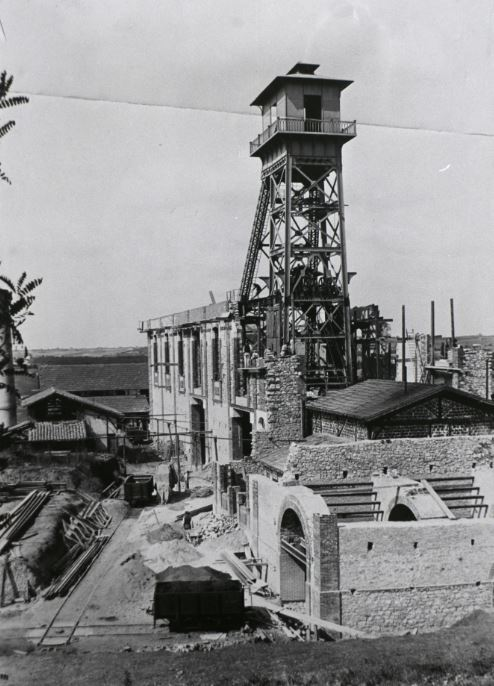
Cagnac-les-Mines puits n°3 en construction en 1903.

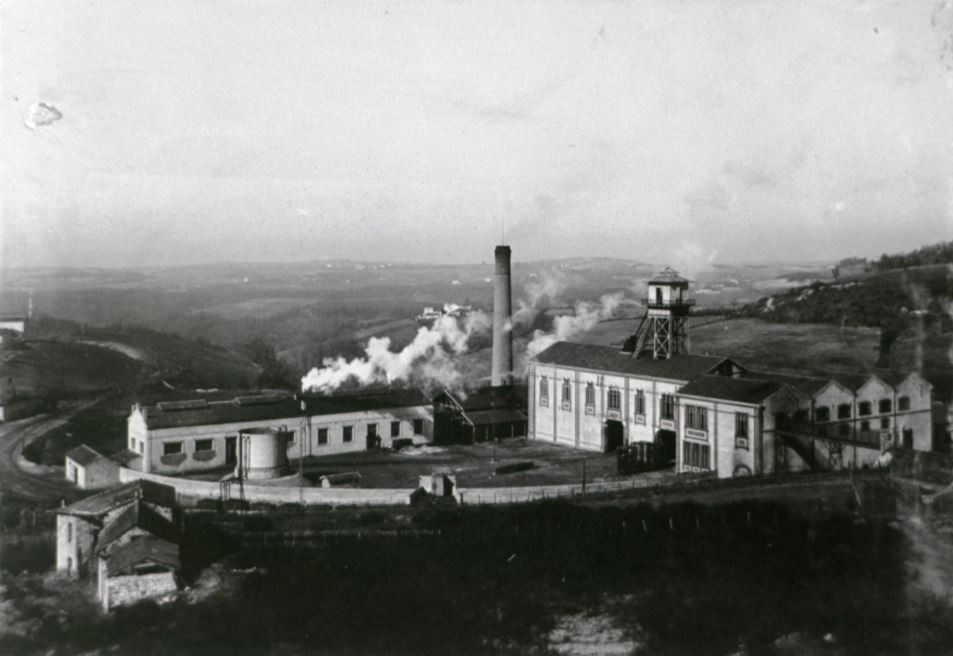
Cagnac-les-Mines puits n°3 en 1920.

En 1890, les deux premiers puits au lieu-dit Camp-Grand, exploitent sur la commune de Saint-Sernin-lès-Mailhoc le charbon découvert en 1881. Devant la croissance de la population de Cagnac, le lieu-dit proche de Camp-Grand, Saint-Sernin-lès-Mailhoc a disparu au profit de cette commune.
La houille, une fois extraite par les premiers puits 1 et 1 bis (ou puits n°2) puis par le grand puits No 3 à partir de 1904, est directement envoyée par chemin de fer spécialement construit par la houillère jusqu'à Pélissier, lieu-dit situé au nord de la commune d'Albi où sont établis les ateliers de lavage, de criblage de la houille et les ateliers de transformation par distillation avec l'usine à coke ainsi que l'atelier d'agglomération qui produit les briquettes de 5 kg marquées du signe MA pour Mines d'Albi.

## Production, effectifs, chiffre d'affaires et profits
La production de houille démarre très bas en 1890 avec 4 200 tonnes (C.A. 1,320 MF) mais la progression est significative avec 100 000 tonnes en 1896 avec 680 salariés (C.A. 1,320 MF). En 1902, elle est de 175 000 tonnes avant la première grande grève de 1903 avec 1 144 salariés (C.A. 2,850 MF) et de 245 000 tonnes avant la grande grève de 1908 avec 1 320 salariés  (C.A. 3,550 MF). En 1913, elle est de 390 000 tonnes avec 1 510 salariés (C.A. 6,250 MF) et dépasse les 500 000 tonnes annuelles en 1918 avec 2 380 salariés (C.A. 18,450 MF).
La croissance exponentielle du profit originel le fait passer de 25 000 F en 1891, à 400 000 F en 1896, puis à 880 000 F en 1902, 1,850 MF en 1913 puis 4,650 MF en 1918.
En 1911, sur les 1 455 salariés de la SMA, 924 habitent à Albi ou à Cagnac. Les 531 autres viennent des autres communes environnantes.
À la fin de 1944, alors que la SMA va être réquisitionnée par le nouvel État, elle a un capital social officiel de 30 000 000 F en actions entièrement libérées. Pendant l'exercice de l'année 1945, la SMA qui ne peut plus exploiter arrive tout de même à dégager un bénéfice de plus de 14 000 000 F.
Avant la nationalisation, la SMA est restée juridiquement le seul exploitant du gisement de la concession d'Albi et n'a créé aucune industrie annexe ou dérivée, ni aucune filiale non plus à part l'Omnium Industriel Immobilier et Commercial, sa filiale de gestion de portefeuille d'actions.

## Lanationalisationdes houillères
La Société des Mines d'Albi, SMA, sera réquisitionnée le 30 septembre 1944 par la République, pendant la Libération de la France et nationalisée définitivement le 17 mai 1946 par la loi portant Nationalisation des Houillères et regroupée avec la Société des Mines de Carmaux pour former les « Houillères du Bassin d'Aquitaine » (HBA) créées par décret du 28 juin 1946.
En 1946, la houillère emploie 2 028 ouvriers du fond et du jour, 80 employés, 65 agents de maîtrise et 9 ingénieurs et dont 40 % de la main-d'œuvre est étrangère, essentiellement polonaise.